# Major League - La grande sfida
Major League 3 - La grande sfida (Major League: Back to the Minors) è un film del 1999 diretto da John Warren.

## Trama
Roger Dorn (Corbin Bernsen) è il proprietario dei Minnesota Twins. Il lanciatore della lega minore Gus Cantrell (Scott Bakula), che gioca per il Fort Myers Miracle, ha intenzione di ritirarsi. Roger allora lo recluta come manager dei Buzz, squadra affiliata ai Twins nella lega gemella. La missione di Gus è quella di trasformare in una vera squadra un gruppo di giocatori tra i quali vi sono il lanciatore Hog Ellis, Lance Pere (un ex ballerino datosi al baseball), Frank Morgan, che gioca da sempre nella lega minore, Rube Baker, Taka Tanaka, Pedro Cerrano, il battitore Billy Anderson e il lanciatore Carlton Windgate, un laureato in medicina che lancia le più lente fastball nella lega minore.
Tuttavia Gus si scontra con Leonard Huff (Ted McGinley), manager dei Twins e una notte, nel Minnesota, durante una cena tra Roger, Huff, Gus e la sua fidanzata Maggie Reynolds in un ristorante, Huff sfida Gus a un match tra Buzz e Twins e Gus accetta la sfida.
L'impianto scelto per la partita è il Metrodome di Minneapolis. I Twins vanno in vantaggio per 3-0 al sesto inning, ma Downtown con un fuoricampo porta la partita sul 3-3 all'ottavo inning. Alla fine del nono inning, con già due battitori eliminati, mentre i Twins stanno per battere e Carlton è a un lancio dall'eliminazione del battitore Carlos Liston, Huff spegne le luci dello stadio per non dare ai Buzz la possibilità di vincere nell'extra-inning e fa terminare così la partita in parità. I notiziari riportano comunque la notizia che i Twins sono ancora inferiori ai Buzz.
Huff vuole portare Billy nei Twins, anche se Gus crede che non sia ancora pronto. Anderson però sfrutta l'occasione, voltando così le spalle a Gus. Senza Billy i Buzz iniziano a perdere di nuovo. Intanto, con i Twins, Billy inizia a giocare male, dimostrando così che Huff aveva torto. Viene così di nuovo ceduto ai Buzz. Gus allora gli insegna alcuni trucchi per riuscire a fare più valide. Grazie a Gus i Buzz riescono a primeggiare nella propria divisione.
Gus lancia una nuova sfida ad Huff da giocare+si nello stadio dei Buzz. Se i Twins vinceranno, Gus darà il suo intero stipendio di un anno a Huff. Ma se Twins perderanno Gus potrà diventare il nuovo manager dei Twins. Huff accetta la sfida e porta i Twins a giocare contro i Buzz. I Twins sono in vantaggio 4-0 nel sesto inning, ma i Buzz riescono a rimontare con tre run e a vincere la partita 5-4, grazie a un fuoricampo da due punti di Billy. Gus decide di rimanere con i Buzz in modo da poter continuare a lavorare con giocatori della lega minore, per potenziare le loro abilità e provando così a farli diventare campioni.

## Prequel
Il film ha due prequel: Major League - La squadra più scassata della lega e Major League - La rivincita.

## Accoglienza
Il film ha ottenuto recensioni negative per la maggior parte della critica, dato che attualmente detiene una valutazione del 21% su Rotten Tomatoes sulla base di 19 recensioni. Il film è fallito al botteghino incassando solo $ 3,6 milioni di vendite di biglietti.

## Possibile seguito
David S. Ward, lo scrittore e produttore dell'originale Major League, ha annunciato nel 2010 che stava lavorando a un nuovo film, che si sarebbe chiamato Major League 3, il quale sarebbe stato il seguito appropriato del secondo film e sperava di girare il film con gli attori Charlie Sheen, Wesley Snipes e Tom Berenger. La trama avrebbe visto il personaggio Rick "Wild Thing" Vaughn uscire dalla pensione per lavorare con un giovane giocatore.